# Dordura aliena
Dordura aliena är en fjärilsart som beskrevs av Walker 1864. Dordura aliena ingår i släktet Dordura och familjen nattflyn. Inga underarter finns listade i Catalogue of Life.